# 베스튠
FAW 베스튠 오토모빌(영어: FAW Bestune Automobile) 또는 베스튠(영어: Bestune, 중국어: 一汽奔腾, 병음: Yīqì Bēnténg)은 중국의 자동차 제조업체인 디이 자동차의 산하 브랜드이다.

## 역사
2006년에는 마쓰다 6을 기반으로 개발된 베스턴 B70이 베스턴 브랜드의 최초 모델로 출시되었다.
이 브랜드의 두 번째 모델인 베스튠 B50은 2009년에 출시되었다.
2012년, 베스튠은 러시아 시장에서 차량 판매를 시작했으며, 첫 판매 모델로 B50을 공개하였고 2012년 모스크바 국제 자동차 살롱에서 데뷔했다. 2015년에는 Avtotor와 합작 투자를 통해 러시아에서 베스튠 X80을 생산한 것으로 알려졌다. 베스튠 X80은 2017년 4월 러시아에서 생산을 시작했으며 디이 자동차는 2018년까지 최소 2~3개의 모델을 더 판매할 것이라고 발표했다.
2018년 말에는 사명을 베스턴에서 베스튠으로 상호를 변경하였다.
2020년 12월, 디이 자동차는 FAW 베스튠과 FAW 지에팡의 구조조정을 발표했다. 베스튠은 디이 자동차에서 FAW로 이전되었으며, 디이 자동차의 완전 자회사로서 독립적으로 운영되며, 주식 시장에 상장되었다.
2022년 12월 15일에는 새로운 로고를 발표하였다.
2022년 12월, 디이 자동차는 FAW 지에팡의 지분 17.02%를 베스튠에 양도하여 재정 지원을 제공했다고 발표했다.
2023년 9월, 베스튠은 증자 프로젝트 완료를 발표하며 등록 자본금을 60억 위안에서 84억 위안으로 증자했다. 국유기업인 위에다 그룹의 자회사인 위에다 자동차 그룹이 베스튠에 소개된 최초의 외부 투자자가 되었다. FAW 주식회사(FAW 그룹), FAW 에쿼티 인베스트먼트, 그리고 위에다 자동차 그룹이 각각 86.16%, 11.87%, 그리고 1.97%의 지분을 보유하고 있다.

## 주요 차종

### 현재 생산 차종
- 베스튠 M9 (2023년~현재), MPV
- 베스턴 B70 (2006년~현재), 중형 세단
- 베스튠 B70S (2022년~현재), 컴팩트 SUV
- 베스튠 T99 (2019년~현재), 중형 SUV
- 베스튠 T90 (2023년~현재), 중형 SUV
- 베스튠 T77 (2018년~현재), 컴팩트 SUV
- 베스튠 T55 (2021년~현재), 컴팩트 SUV
- 베스튠 E01 (2021년~현재), 소형 SUV, BEV
- 베스튠 NAT (E05) (2021~현재), MPV, BEV
- 베스튠 포니 (2023년~현재), 시티카, BEV
- 베스튠 웨이 03 (2025년~현재), 소형 SUV, BEV
- 베스튠 웨이 07 (출시 예정), 중형 SUV
- 베스튠 웨이 08 (출시 예정), 중형 세단[15]

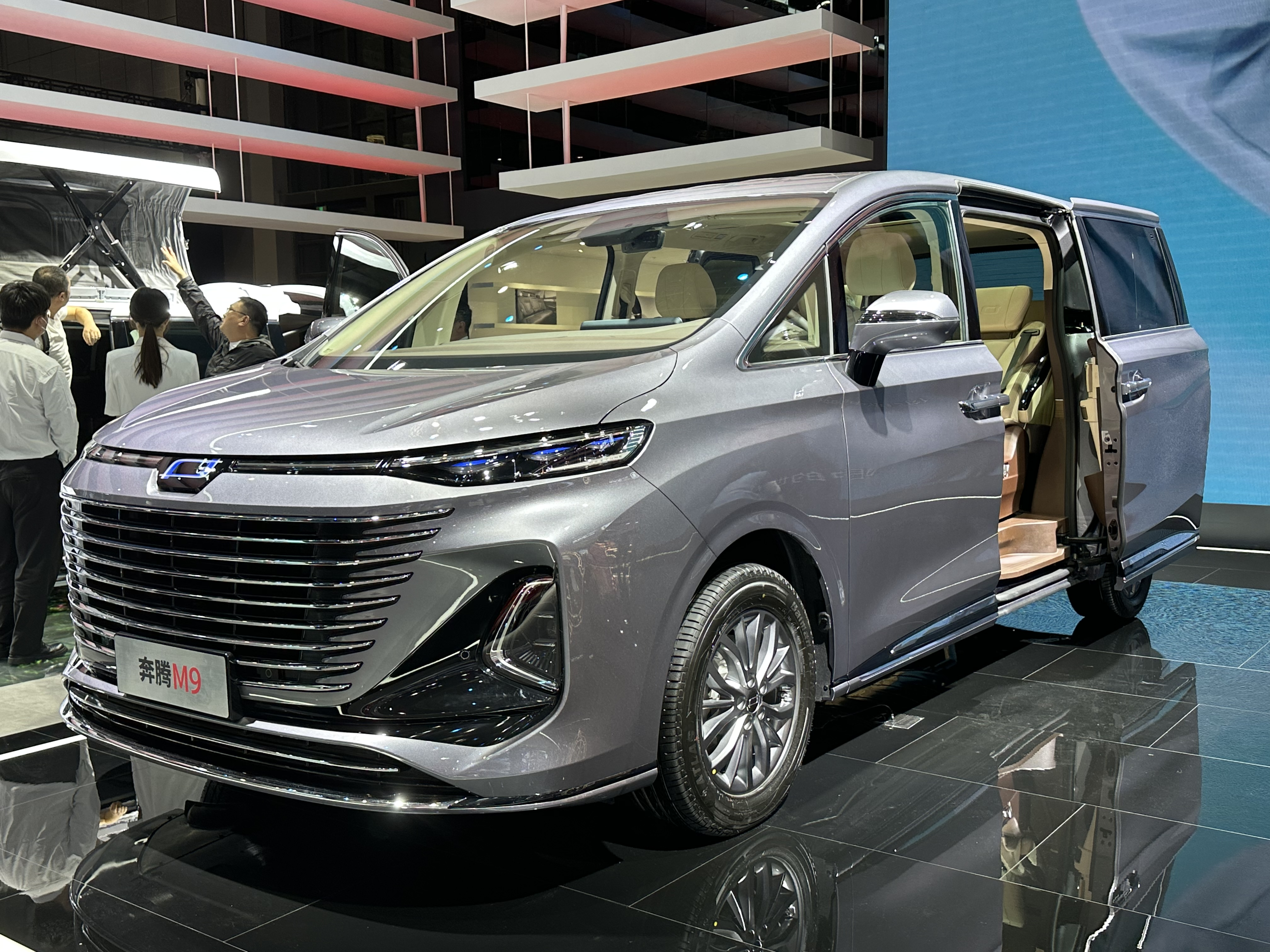
베스튠 M9
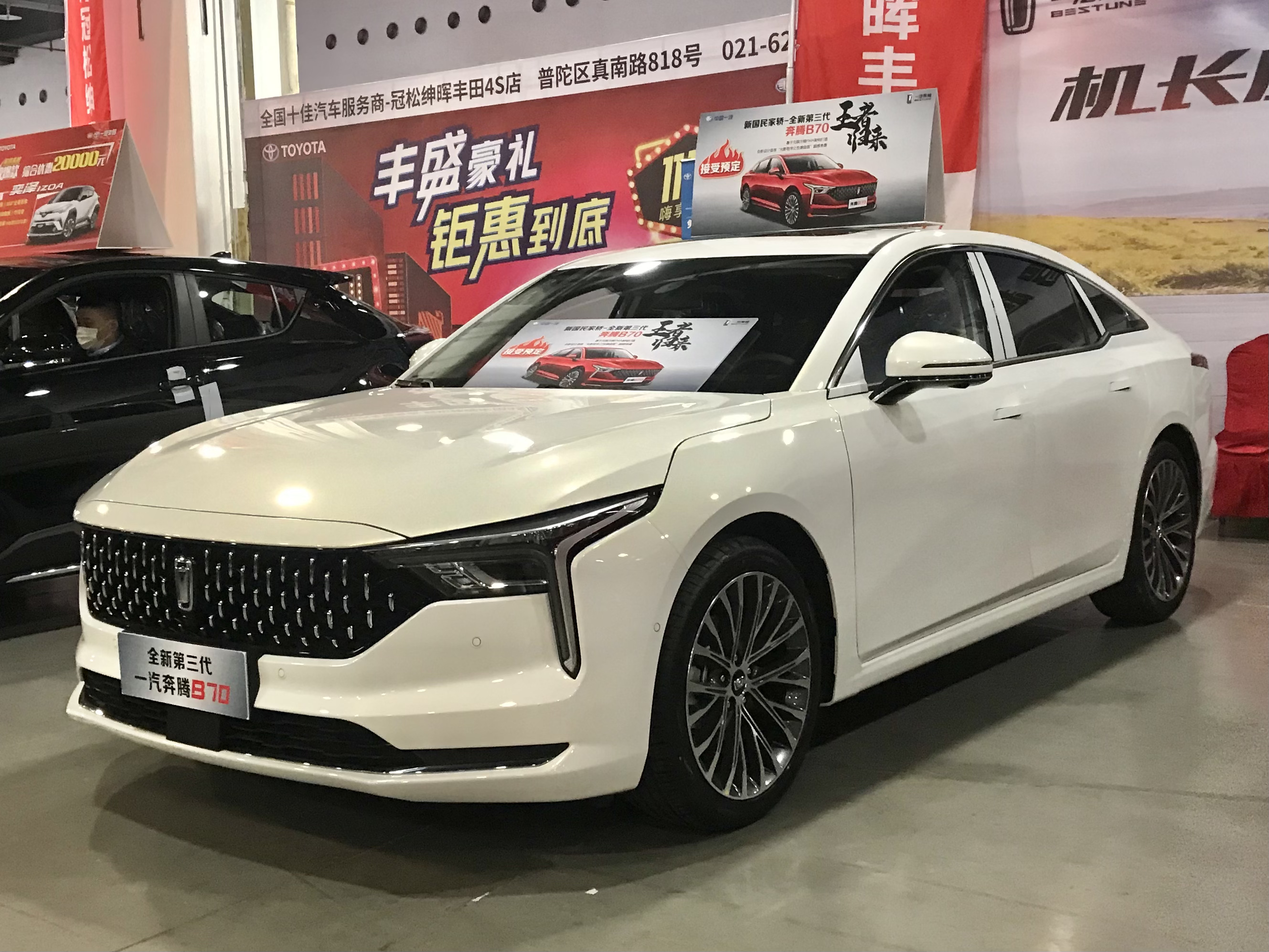
베스튠 B70
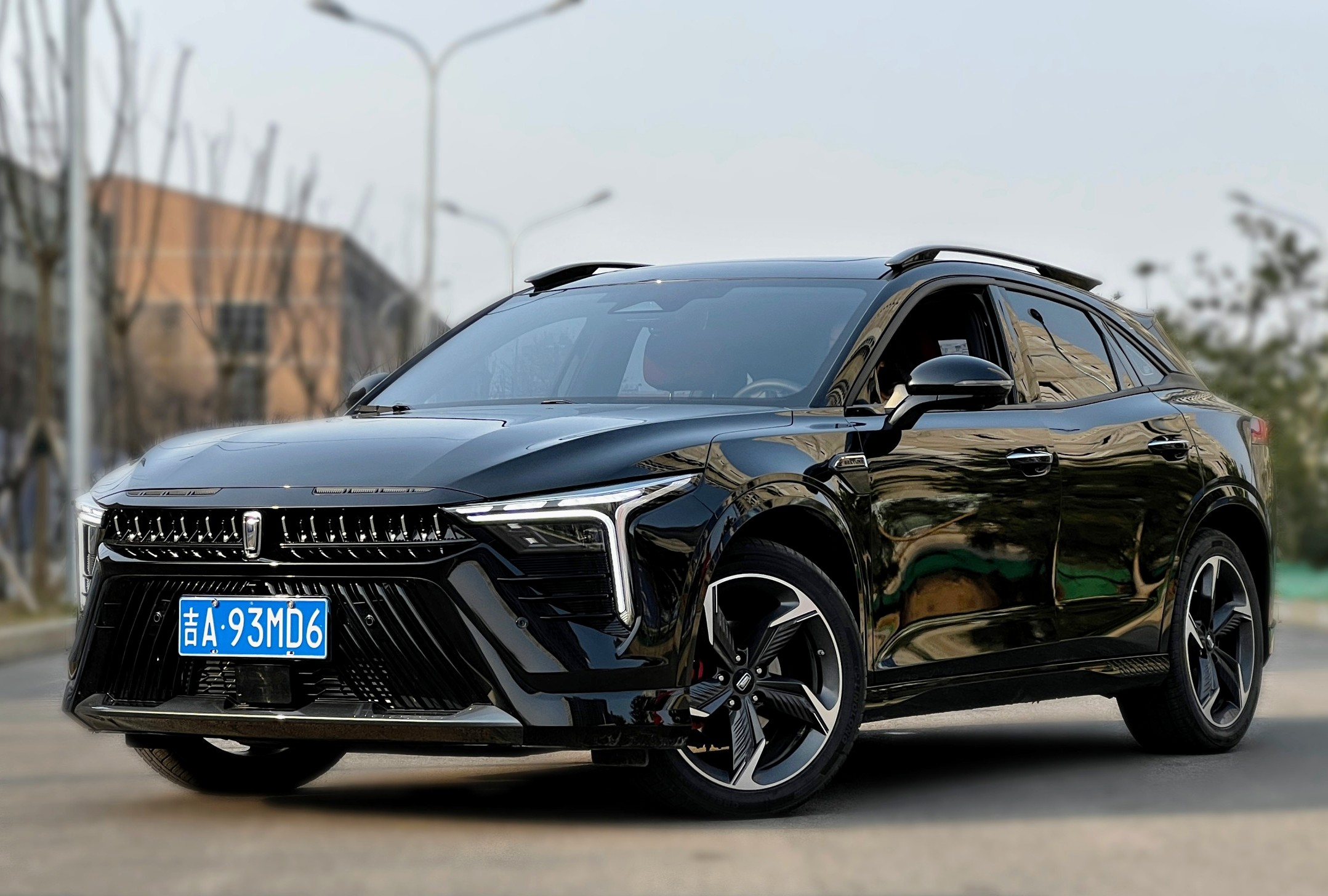
베스튠 B70S
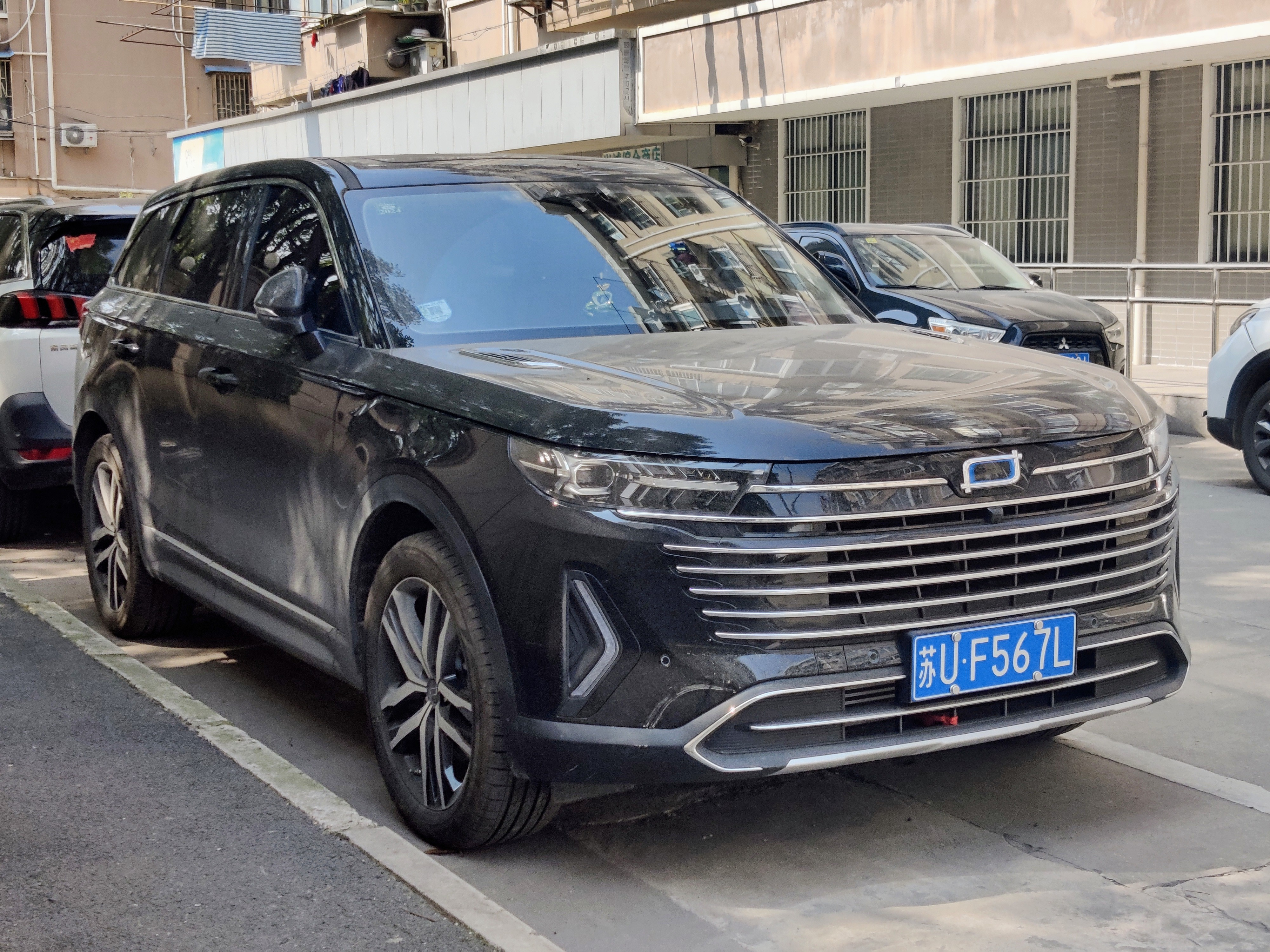
베스튠 T99
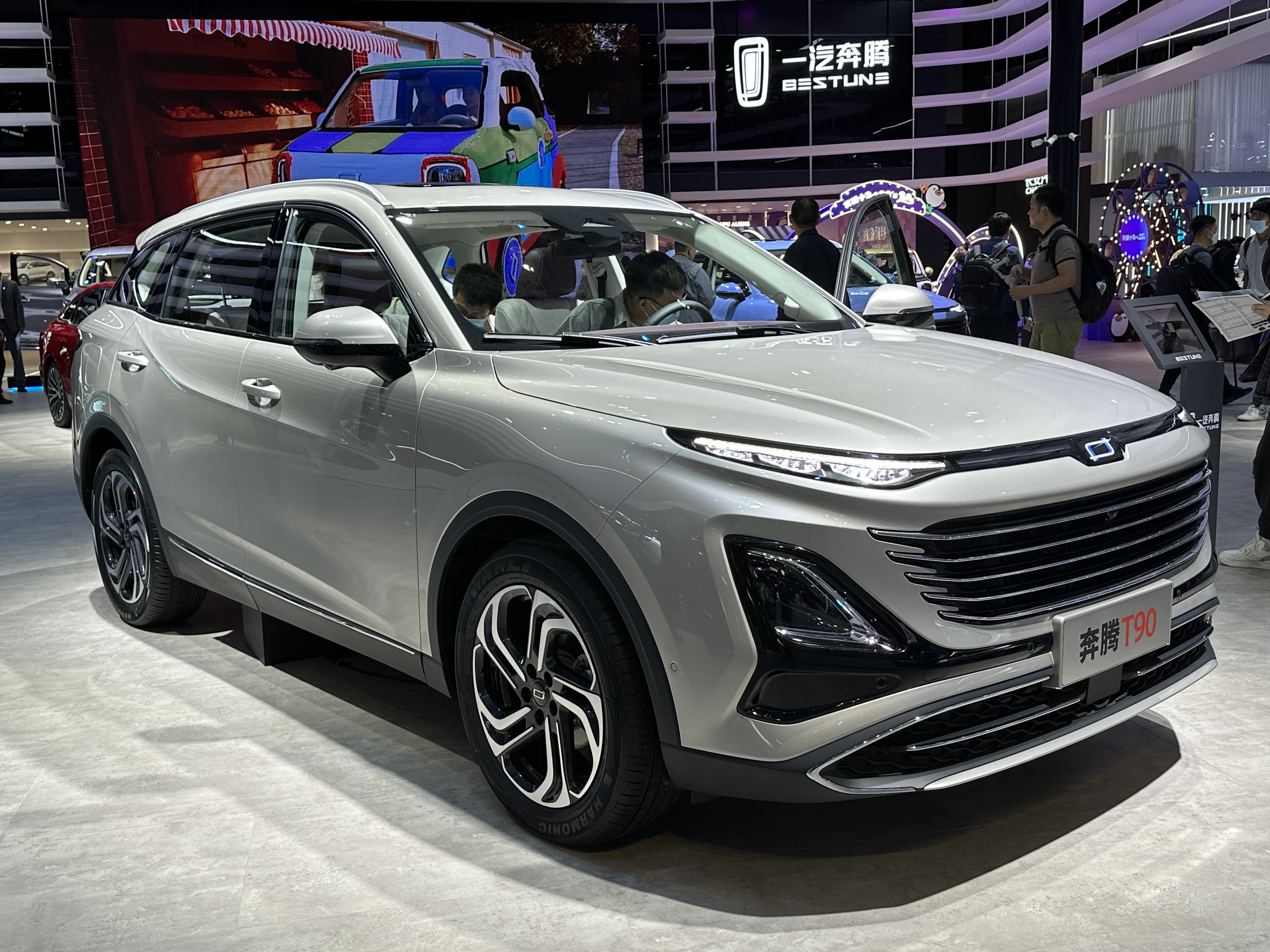
베스튠 T90
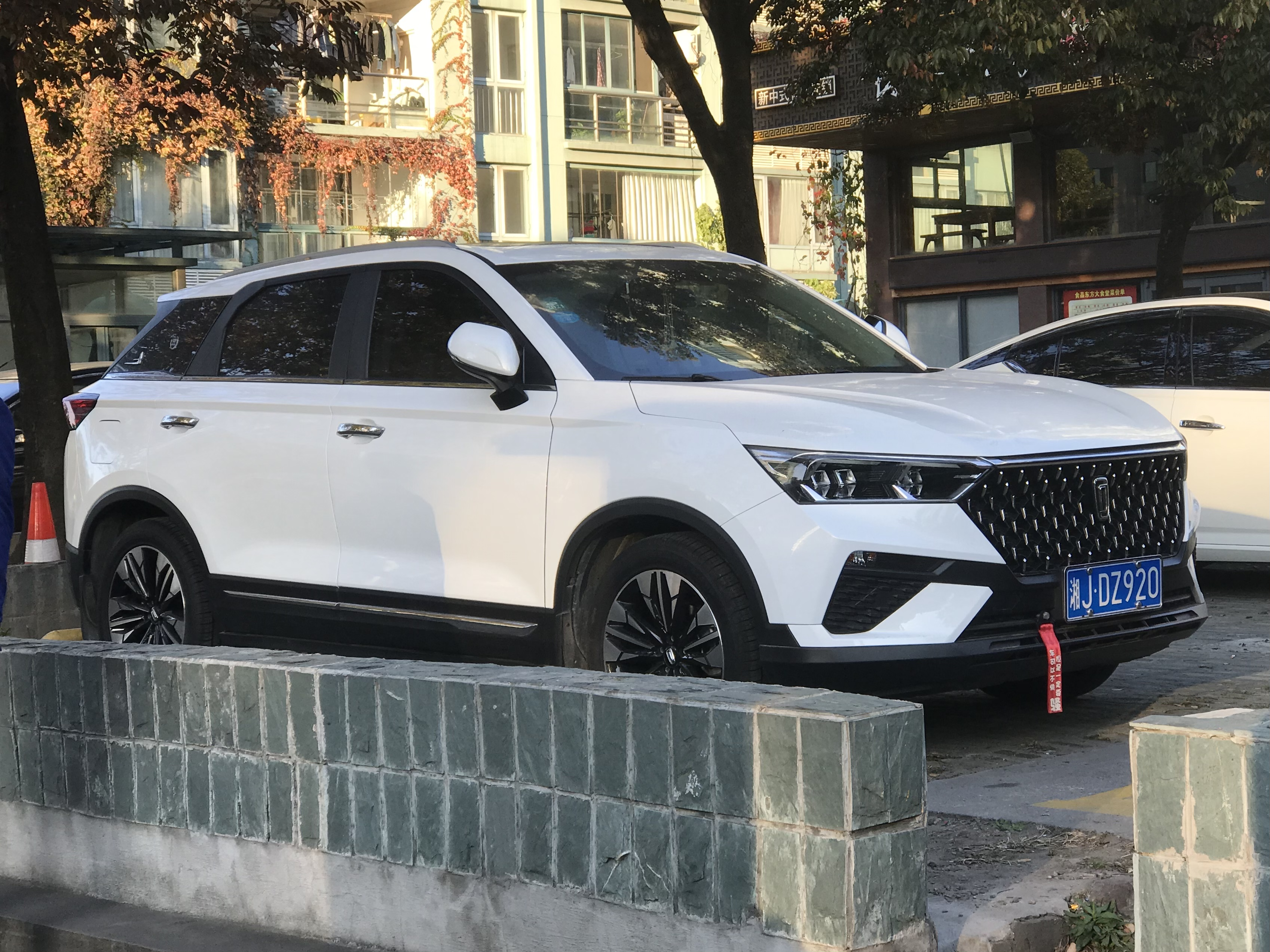
베스튠 T77
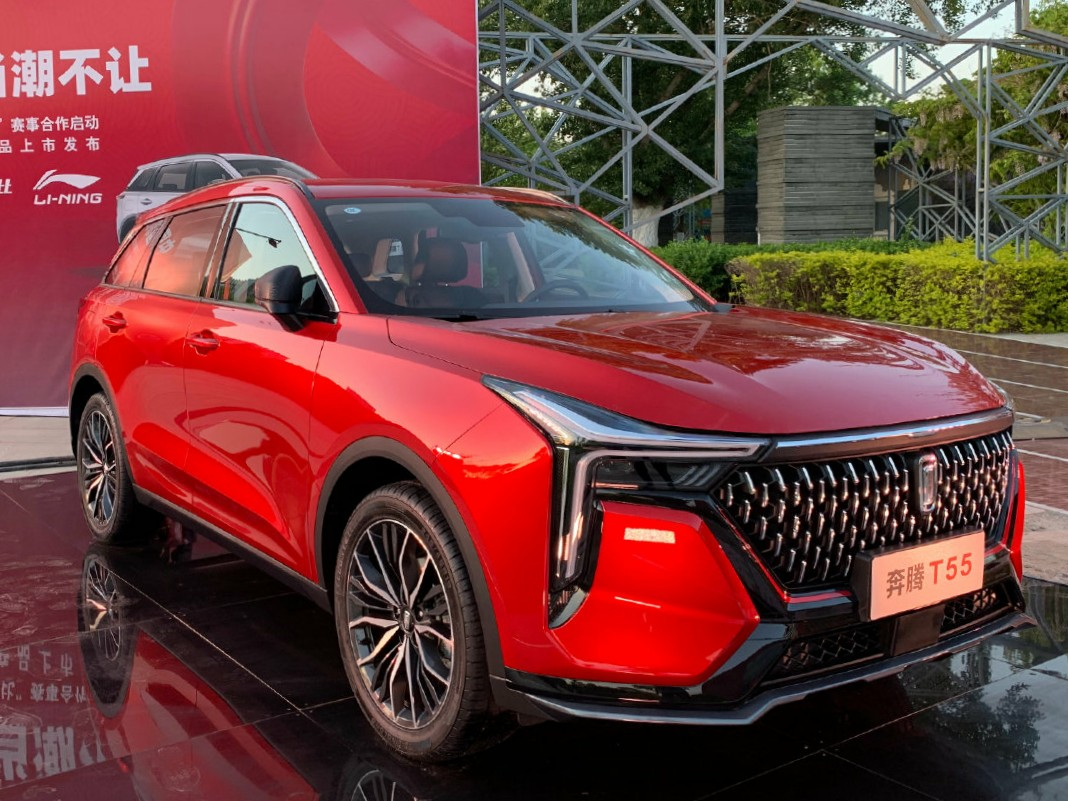
베스튠 T55
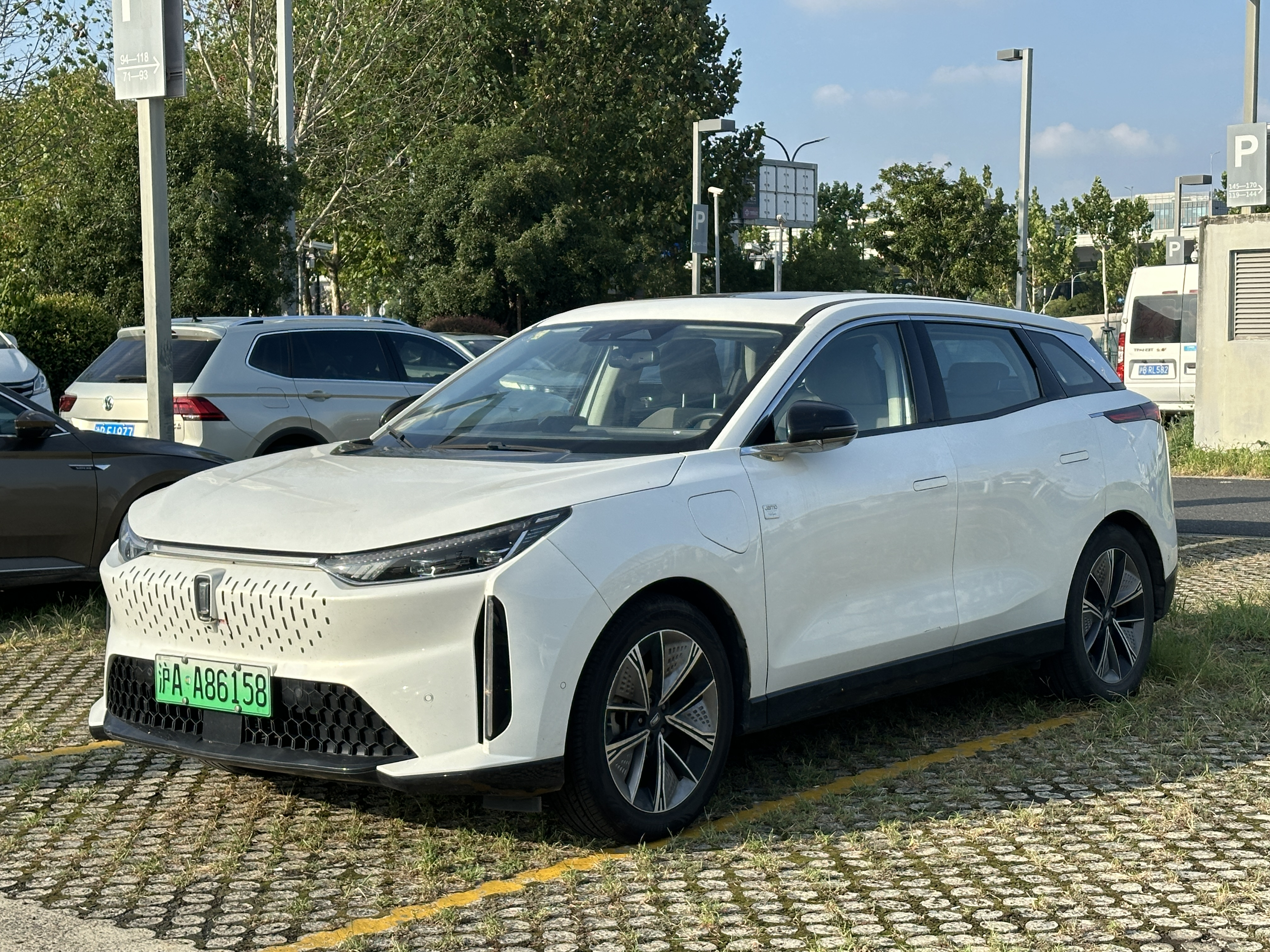
베스튠 E01
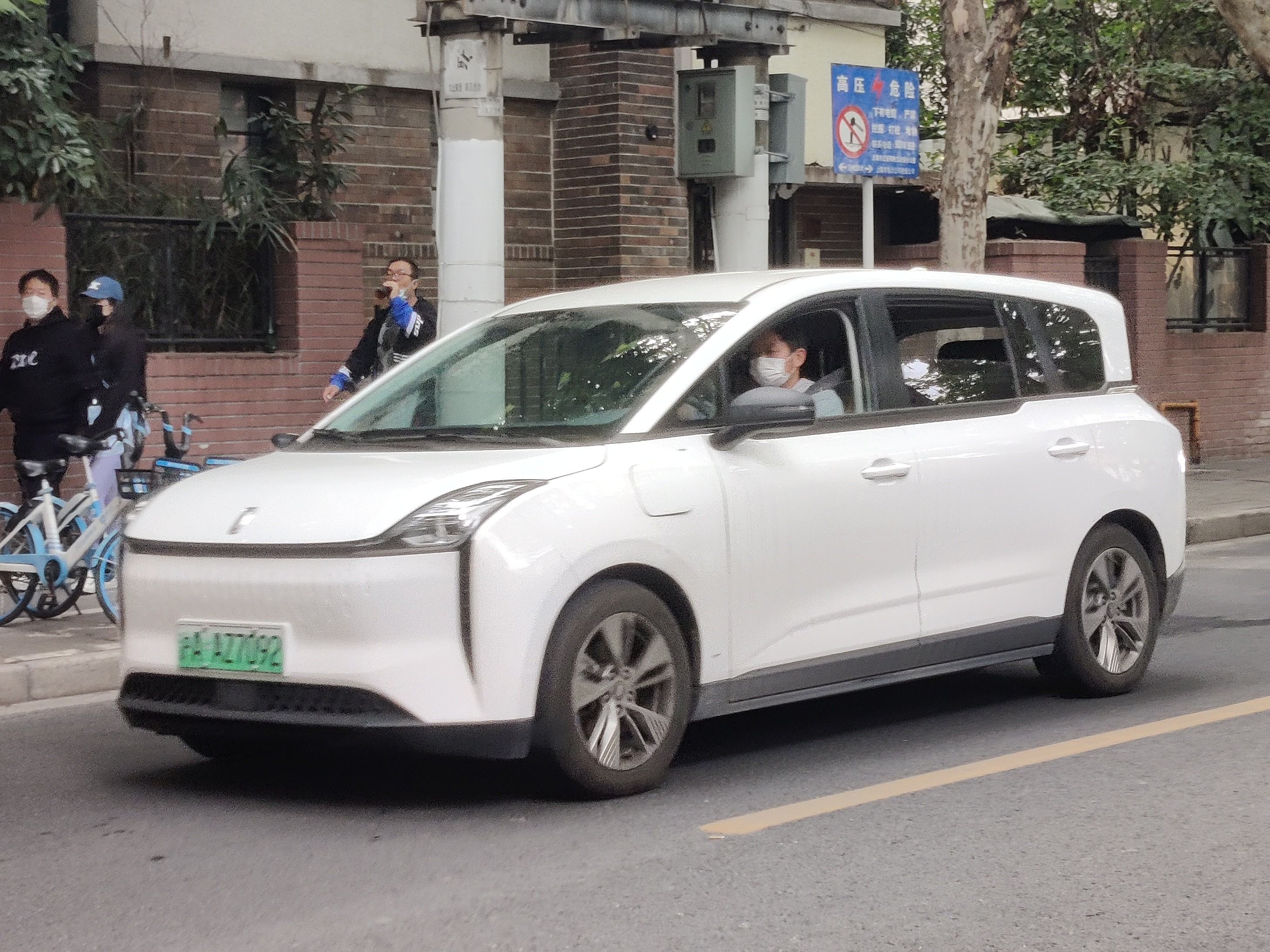
베스튠 NAT
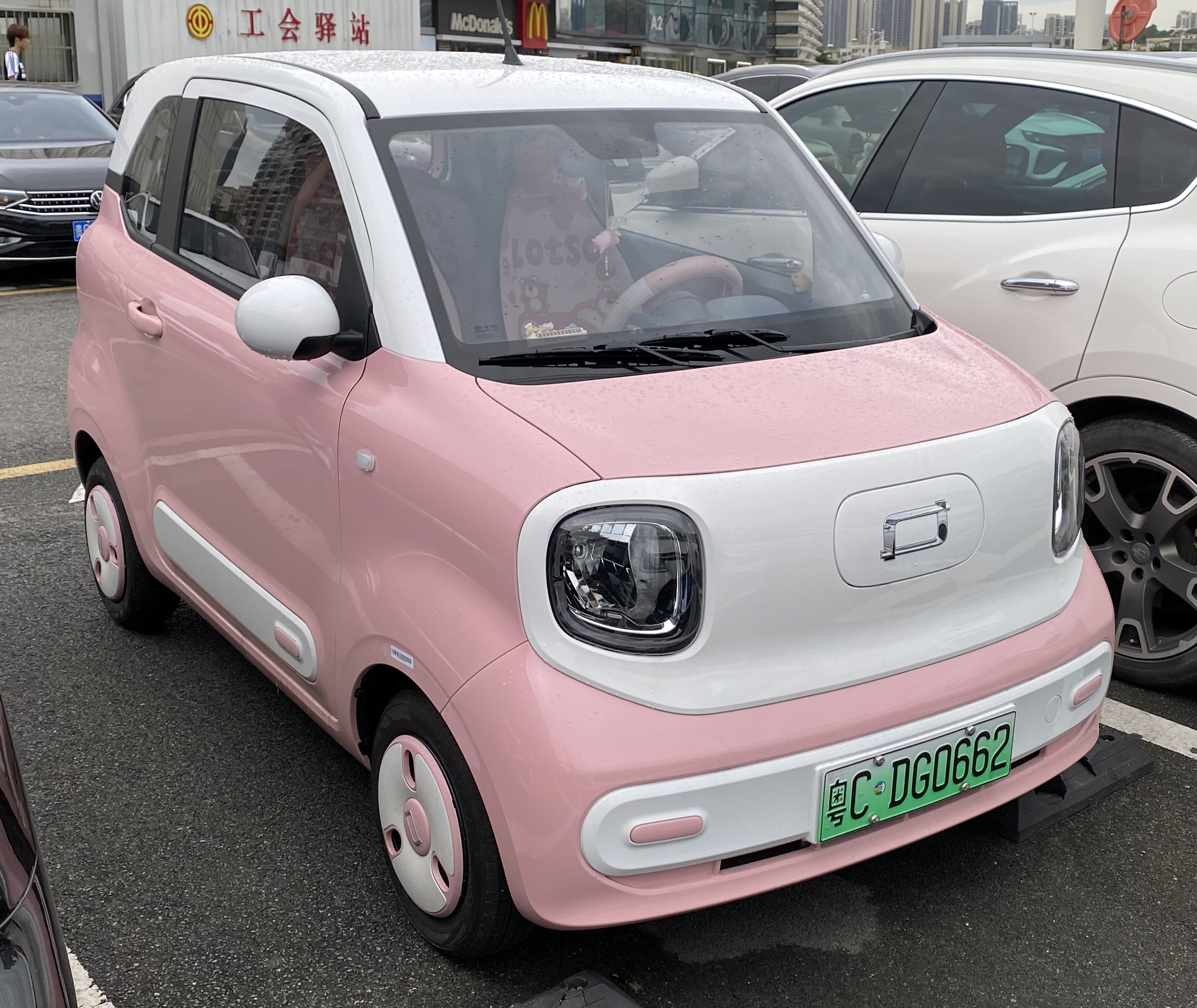
베스튠 포니
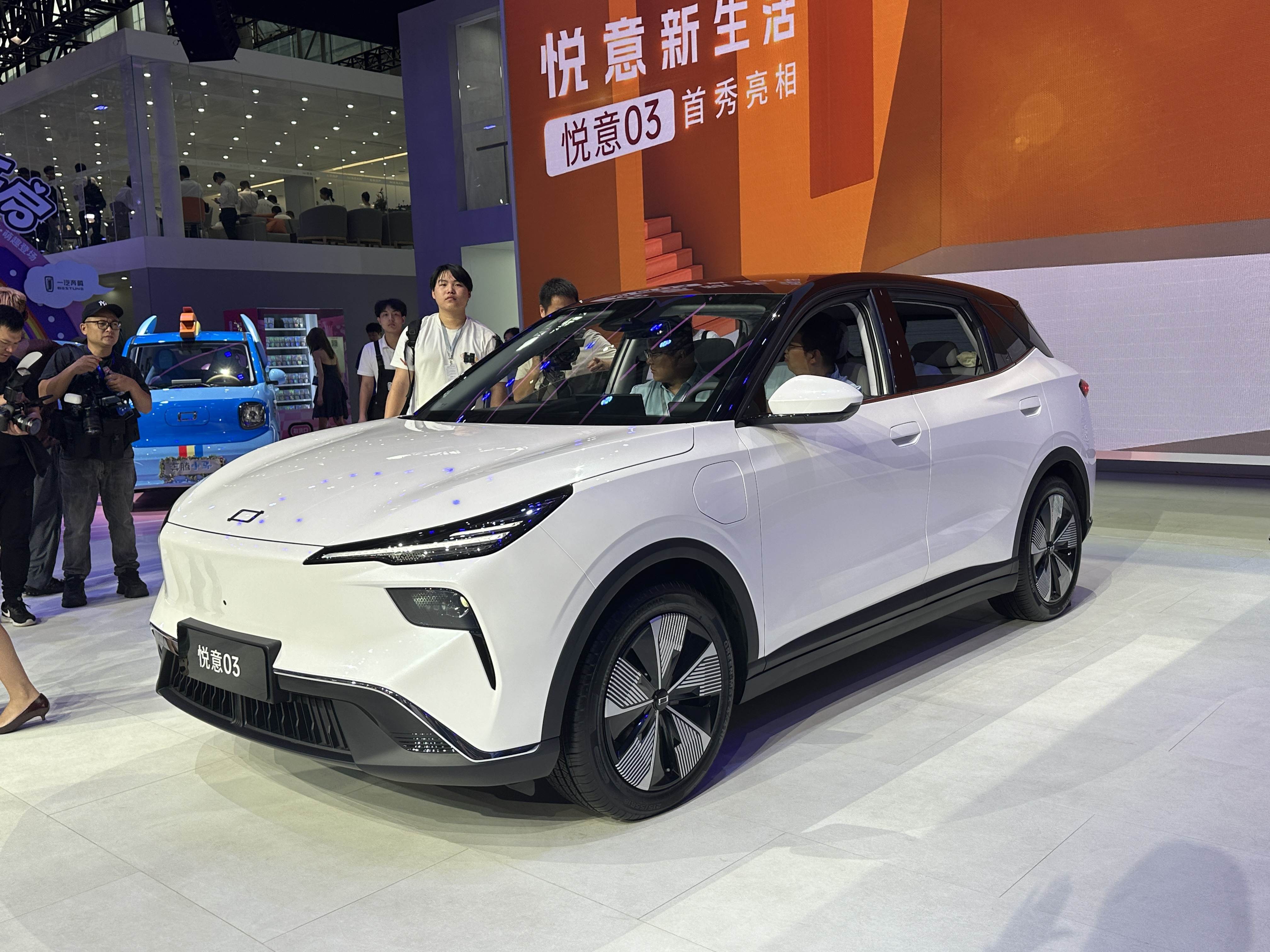
베스튠 웨이 03
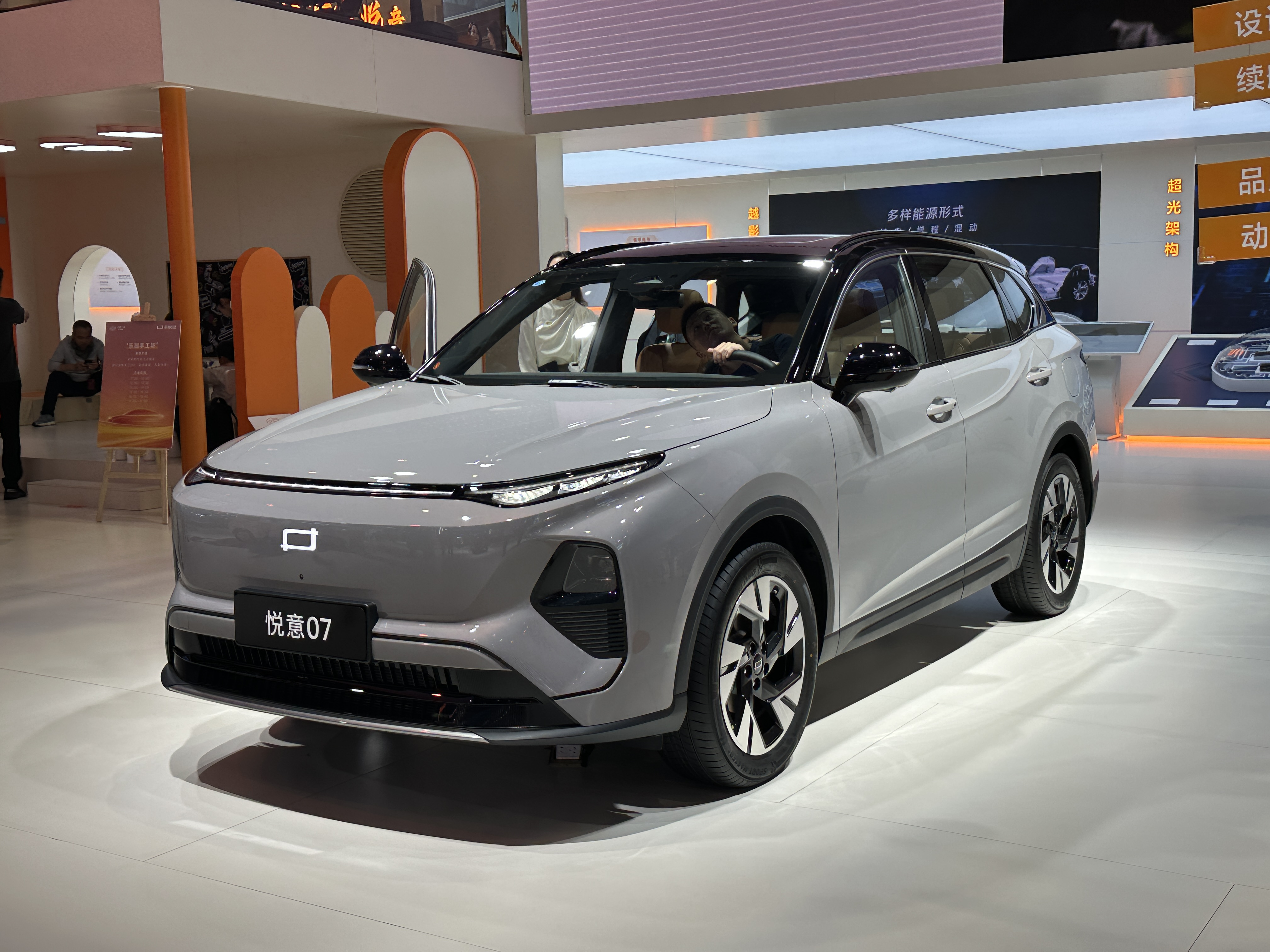
베스튠 웨이 07
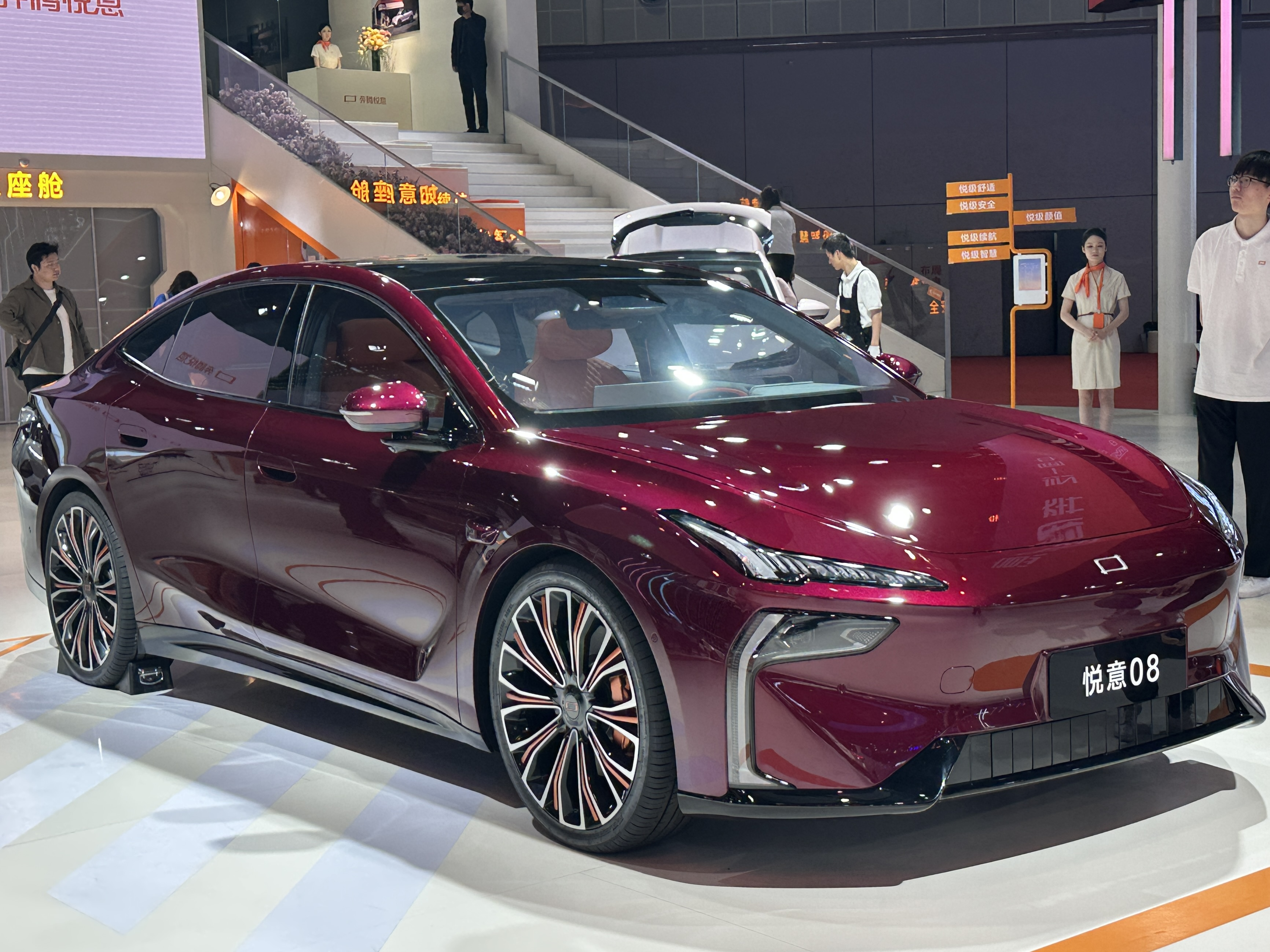
베스튠 웨이 08

### 과거 생산 차종
- 베스턴 B50 (2009년~2019년), 소형 세단
- 베스턴 B90 (2012년~2017년), 중형 세단
- 베스턴 B30 (2015년~2020년), 소형 세단
- 베스턴 X80 (2013년~2020년), 소형 SUV
- 베스턴 X40 (2016년~2019년), 소형 SUV
- 베스턴 T33 (2019년~2022년), 소형 SUV

## 컨셉트 카
- 베스튠 C105 컨셉트(2019)
- 베스튠 T99 컨셉트(2019)
- 베스튠 B² 컨셉트 (2020)
- 베스튠 포니 컨셉트(2023)

## 판매 대수
아래는 지난 몇 년간 베스튠의 판매량을 보여주는 표이다.
| 년도 | 매상   |
| ---- | ------ |
| 2021 | 9,118  |
| 2022 | 19,111 |

| 년도 | 매상   |
| ---- | ------ |
| 2019 | 3,956  |
| 2020 | 13,054 |
| 2021 | 6,268  |
| 2022 | 2,184  |

| 년도 | 매상   |
| ---- | ------ |
| 2018 | 10,757 |
| 2019 | 45,908 |
| 2020 | 28,344 |
| 2021 | 14,300 |
| 2022 | 10,247 |

| 년도 | 매상  |
| ---- | ----- |
| 2019 | 4,999 |
| 2020 | 3,812 |
| 2021 | 7,860 |

## 같이 보기
- 중국의 자동차 제조업체 및 브랜드
- 중국의 자동차 제조업체 목록